# Panství Argu a Nauplia
Panství Argu a Nauplia (dnes francouzsky „seigneurie d'Argos et de Nauplie“) byl drobný středověký křižácký stát v jižním Řecku vzniklý po čtvrté křížové výpravě. Panství bylo lénem Achajského knížectví a skládalo se z měst Argos (francouzsky Argues, řecky Άργος) a Nauplio (francouzsky Naples de Romanie, řecky ve středověku Ἀνάπλι, dnes Nafplion, Ναύπλιον), přesto se panství těšilo velké míry autonomie.

## Historie
Města byla obsazena jako léna pro athénského vévodu Ottu de la Roche achajským knížetem Godfreyem I. z Villehardouinu. Panství dále zůstalo v majetku athénských vévodů z Brienne, a po jejich vyhnání z Athén v roce 1311 se uchýlili sem, kde pokračovali ve své vládě. Gautier VI. z Brienne většinou v Řecku nepobýval a většinu času strávil v Evropě a po jeho smrti v roce 1356 panství zdědila jeho sestra Isabela z Brienne. Když rozdělovala dědictví, její šestý syn Guy z Enghienu, který panství získal se zde usídlil. Po jeho smrti v roce 1376 vláda přešla na jeho dceru Marii z Enghienu, která se o rok později vdala za Petra Cornara, který zde vládl až do své smrti v roce 1388. Krátce po smrti svého manžela Marie obě města prodala Benátčanům odjela do Evropy.

## Seznam pánů z Argu a Nauplia
- Otta de la Roche (1205–1225)
- Guy I. de la Roche (1255–1263)
- Jean I. de la Roche (1263–1280)
- Guillaume de la Roche (1280–1287)
- Guy II. de la Roche (1287–1308)
- Gautier V. z Brienne (1308–1311)
- Gautier VI. z Brienne (1311–1356)

Erb rodu Brienne, pánů v Argosu

- Isabela z Brienne (1356–1360) se svým synem:
- Guy z Enghienu (1356–1376)
- Marie z Enghienu (1376–1388) se svým manželem Petrem Cornarem (17. května 1377–1388)
- dále pod správou Benátek